# Aurélio Ferrara
Aurélio Ferrara (,  — , ) foi um político brasileiro.
Aurélio foi eleito vereador em Itanhaém em 1951, cumprindo mandato de 1952 a 1955. Foi presidente da Câmara de Vereadores de 1952 a 1955.
Aurélio concorreu à prefeitura de Itanhaém na eleição de 1955, sendo eleito. Foi prefeito entre 1956 e 1959. Durante seu último ano de governo, a prefeitura demoliu o prédio histórico do Gabinete de Leitura de Itanhaém,  construído em 1896, pois este encontrava-se em péssimo estado estrutural. Em 30 de dezembro de 1959, a prefeitura, junto com o governo estadual, inaugurou o Mercado Municipal de Itanhaém, na esquina da rua Marechal Rondon com rua Urcezino Ferreira, no Jardim Mosteiro, o qual acabou demolido em 2014. Ainda em seu governo, foi informado que o Morro do Sapucaitava, ponto turístico de mata intocada, na época pertencente à Mitra Diocesana da Igreja Católica Apostólica Romana, pretendia vendê-lo para futuro loteamento, nos moldes do que ocorreu com a Ilha Porchat em São Vicente. O prefeito então desapropriou todo o terreno do morro, impedindo sua privatização e destruição da mata com motivos habitacionais..
Em sua homenagem, o campo de futebol municipal foi batizado Praça de Esportes Prefeito Aurélio Ferrara.